# جوليان تويم
جوليان تويم (بالبولونية:Julian Tuwim)، (ولد في 13 سبتمبر 1894 - توفي في 27 ديسمبر 1953)، كان شاعرًا بولنديًا من أصل يهودي، وُلد في وودج، وتلقى بها تعليمه ثم التحق بجامعة وارسو حيث درس القانون والفلسفة. كان تويم أحد الشخصيات البارزة في الأدب البولندي.

## روابط خارجية
- جوليان تويم على موقع الموسوعة البريطانية (الإنجليزية)
- جوليان تويم على موقع ميوزك برينز (الإنجليزية)